# 鹿児島県道80号伊仙亀津徳之島空港線
鹿児島県道80号伊仙亀津徳之島空港線（かごしまけんどう80ごう いせんかめつとくのしまくうこうせん）は、鹿児島県大島郡伊仙町から大島郡天城町に至る県道（主要地方道）である。

## 概要
大島郡伊仙町伊仙から大島郡天城町浅間に至る。

### 路線データ
- 起点：大島郡伊仙町伊仙（鹿児島県道83号伊仙天城線起点）
- 終点：大島郡天城町浅間（徳之島空港前）

## 歴史
- 1976年（昭和51年）9月1日 - 鹿児島県告示第947号により認定[1]。
- 1993年（平成5年）5月11日 - 建設省から、県道伊仙亀津徳之島空港線が伊仙亀津徳之島空港線として主要地方道に指定される[3]。

## 路線状況

### 通称
- 尚子ロード（大島郡徳之島町花徳・花徳交差点 - 大島郡天城町浅間・空港入口交差点）

### 道路施設

#### 道の駅
- とくのしま（大島郡徳之島町）

## 地理

### 通過する自治体
- 鹿児島県
  - 大島郡伊仙町 - 大島郡徳之島町 - 大島郡天城町

### 交差する道路
| 交差する道路                | 市町村名 | 市町村名 | 交差する場所 | 交差する場所   |
| --------------------------- | -------- | -------- | ------------ | -------------- |
| 鹿児島県道83号伊仙天城線    | 大島郡   | 伊仙町   | 伊仙         | 起点           |
| 鹿児島県道617号糸木名亀津線 | 大島郡   | 徳之島町 | 亀津         |                |
| 鹿児島県道625号亀徳港線     | 大島郡   | 徳之島町 | 亀徳         | 亀徳交差点     |
| 鹿児島県道629号花徳浅間線   | 大島郡   | 徳之島町 | 花徳         | 花徳交差点     |
| 鹿児島県道618号松原轟木線   | 大島郡   | 徳之島町 | 轟木         |                |
| 鹿児島県道83号伊仙天城線    | 大島郡   | 天城町   | 天城         | 天城交差点     |
| 鹿児島県道629号花徳浅間線   | 大島郡   | 天城町   | 浅間         | 空港入口交差点 |

### 沿線
- 伊仙町立伊仙中学校
- 伊仙町立伊仙小学校
- 伊仙町役場
- 伊仙町立面縄小学校
- 面縄郵便局
- 伊仙町立面縄中学校
- 伊仙町立喜念小学校
- 徳之島町役場
- 徳之島町立亀徳小学校
- 井之川郵便局
- 徳之島町立井之川中学校
- 徳之島町立東天城中学校
- 徳之島町立花徳小学校
- 花徳郵便局
- 徳之島世界遺産センター
- 樟南第二高等学校
- 徳之島空港